# 만수르 이사예프
만수르 무스타파예비치 이사예프(러시아어: Мансу́р Мустафа́евич Иса́ев, 1986년 12월 23일~)는 러시아의 유도 선수이다. 2009년 세계 선수권 대회 -73kg급에서 동메달을 획득했으며, 2012년 하계 올림픽 -73kg급에서 금메달을 획득했다. 